# Curcuma prakasha
Curcuma prakasha là một loài thực vật có hoa trong họ Gừng. Loài này được Sunil Tripathi mô tả khoa học đầu tiên năm 2002.

## Từ nguyên
Để vinh danh tiến sĩ Ved Prakash, một nhà phân loại học, thực vật học dân tộc và thực vật học kinh tế người Ấn Độ.

## Phân bố
Loài này có tại đông bắc Ấn Độ (bang Meghalaya). Môi trường sống là đồng cỏ, ở cao độ đến 400 m.

## Mô tả
Thân rễ 3-7 × 2,5-3,5 cm, hình trứng-hình nón, ruột màu ánh kem; củ không cuống nhiều, các nhánh ~3,5 × 2,5 cm, thơm, được các bẹ hình trứng có lông tơ bao phủ; rễ mọng, không củ rễ. Thân cao đến 30 cm. Lá 1-2, xếp 2 hàng, có cuống; cuống dài ~8 cm; lưỡi bẹ ~2 mm, thuôn tròn; phiến lá ~30 × 11 cm, thuôn dài-hình mác, đáy lệch, đỉnh nhọn thon, mép nguyên, nhẵn nhụi. Cụm hoa ở bên, cuống dài ~6 cm, cành hoa bông thóc ~8 × 4 cm, mào ánh hồng. Lá bắc mào lớn, hợp nhất tại gốc, ~4,5 × 1,5 cm, đỉnh nhọn. Lá bắc sinh sản 10-15, hình trứng rộng, ~4 × 3,5 cm, đỉnh nhọn, xanh lục với đỉnh hồng. Lá bắc con ~3 × 1,5 cm, trong cùng nhỏ nhất, màu trắng với đốm hồng nhạt sắp xếp thành các đường. Hoa dài hơn lá bắc, dài ~4,5 cm, 4-5 hoa mỗi lá bắc. Đài hoa dài ~6 mm, màu trắng, 3 thùy chẻ sâu một bên, có lông tơ nhỏ. Ống tràng ~2,5 cm, ánh hồng, thùy lưng hình trứng-thuôn dài, có nắp, ~1,5 × 1,3 cm, có lông tơ; nắp dài ~3 mm, hồng; các thùy bên ~1,3 × 1 cm, đỉnh thuôn tròn, ánh hồng, nhẵn nhụi. Cánh môi ~2 × 2 cm, 3 thùy, thùy giữa khía răng cưa, gợn sóng, màu vàng nhạt với dải giữa màu vàng sẫm, rậm lông nhung ở đáy. Nhị lép bên hình gần trứng ngược, ~1,7 × 1,1 cm, đỉnh thuôn tròn, màu vàng. Nhị màu trắng, bao phấn có cựa ở đáy, cựa dài ~3 mm, mô vỏ bao phấn song song. Mô liên kết có lông tơ trên lưng, tạo thành mào tròn. Tuyến trên bầu 2, dài ~4 mm, màu da cam. Bầu nhụy dài ~4 mm, có lông nhung, 3 ngăn với đính noãn trụ; noãn nhiều; vòi nhụy dài ~4 cm, hình chỉ; đầu nhụy thò ra trên bao phấn, 3 thùy, hình phễu. Quả không rõ. Ra hoa tháng 5, thụ phấn nhờ kiến.
Gần giống với Curcuma neilgherrensis ở chỗ cánh môi và nhị tương tự, nhưng khác ở chỗ không có củ rễ, lá bắc con dài, đài hoa ngắn và ống tràng nhẵn nhụi.

## Sử dụng
Thân rễ dùng chữa sưng và thâm tím họng.